# Caligari trueSpace
Caligari trueSpace ist eine 3D-Grafiksoftware zur Erstellung dreidimensionaler, photorealistischer Objekte und Charactere, die auch animiert werden können. Die aktuellste Version von Caligari trueSpace ist 7.61 B8 und setzt auf DirectX 9 auf.
Das Programm wurde Mitte der 1980er Jahre zunächst für den Amiga entwickelt, wo es zu den ersten seiner Art zählte, und erst später auf Windows portiert, das heute die einzige Plattform für trueSpace darstellt. Unterstützt werden beispielsweise boolesche Operatoren, prozedurale Modelle und NURBS, des Weiteren ist ein Partikelsystem enthalten. Der „Collaboration Server“ benannte Programmteil ermöglicht die gleichzeitige Bearbeitung eines Projektes durch mehrere Benutzer. Es sind eine Reihe kostenpflichtiger Plug-ins zur Erweiterung der Funktionen des Hauptprogramms erhältlich, so zum Beispiel eine Integration in Flash.
trueSpace wurde bislang unter anderem für komplexe technische, medizinische und architektonische Motive verwendet, es ist seit den 1990er Jahren regelmäßig auf der SIGGRAPH vertreten, einem der bekanntesten Kongresse für Computergrafik.
Version 7 war zwei Programme in einem. Die alte Version 6.6 wurde als ein großes Plugin in die neue Architektur der Version 7 eingebaut. Dadurch gab es eine Zweiteilung in Modeler und Workspace. Der Modeler war das alte Programm in Version 6.6. Der Workspace war die neue trueSpace Software-Architektur. Und das ganze wurde über eine Bridge synchronisiert.
Der Hersteller der Software Caligari wurde Anfang 2008 von Microsoft übernommen, um die Technologie von trueSpace für das eigene Programm Virtual Earth zu nutzen. Mit der Version 7.6 wurde Caligari trueSpace als Freeware freigegeben.
Am 19. Mai 2009 gab Gründer und Chefentwickler Roman Ormandy die Entscheidung Microsofts bekannt, die Finanzierung von trueSpace zum 22. Mai zu reduzieren und wahrscheinlich ganz einzustellen.
Inzwischen (Oktober 2012) ist die Herstellerseite nicht mehr erreichbar.
Die trueSpace Entwicklung wurde inzwischen offiziell von Microsoft eingestellt. Das Programm wurde aber nach dem offiziellen Ende auf der englischsprachigen Communityseite United 3D Artists von einigen Fans auf niedrigem Niveau weiterentwickelt. Es existieren inoffizielle Patches um das Programm weiter zu verbessern. Und es werden auch immer noch Plugins dafür entwickelt. Siehe Weblinks.
Nach 2010 haben viele der talentierten trueSpace Entwickler dazu beigetragen, die kostenlose Microsoft Anwendung 3D Builder für den Windows Store zu entwickeln. Es gibt viele Ähnlichkeiten zwischen 3D Builder und dem Original-TrueSpace-Produkt.